# Die Herrschaft der Minderwertigen
Die Herrschaft der Minderwertigen ist eine politisch-philosophische Programmschrift des Schriftstellers Edgar Julius Jung. Das Buch erschien erstmals im Jahr 1927 unter dem Titel Die Herrschaft der Minderwertigen. Ihr Zerfall und ihre Ablösung. Eine zweite, generalüberarbeitete Auflage mit mehr als dem doppelten Umfang und erheblichen inhaltlichen Positionsverschiebungen erschien 1930 unter dem erweiterten Titel Die Herrschaft der Minderwertigen. Ihr Zerfall und ihre Ablösung durch ein neues Reich. Eine dritte Auflage, die mit der zweiten identisch war, erschien 1931. In diesem Buch kritisiert Jung scharf die parlamentarische Demokratie der Weimarer Republik und spricht sich für die Errichtung eines nationenübergreifenden Reichs unter deutscher Führung aus.

## Buchgeschichte
Das Buch, das im Verlag der Deutschen Rundschau erschien, gilt heute als eines der wichtigsten Werke der sogenannten Konservativen Revolution und als eines der einflussreichsten Werke des antidemokratischen Denkens in der Weimarer Republik. Der Titel des Buches war in der zweiten Hälfte der 1920er Jahre und in den 1930er Jahren ein vielzitiertes politisches Schlagwort.
Das Buch erreichte zwischen 1927 und 1931 drei Auflagen und wurde von Alexander Jacobi unter dem Titel Rule of the Inferiour 1995 ins Englische übersetzt.

## Inhalt
Das Buch enthält eine scharfe Kritik des Parlamentarismus. Dabei lehnt sich Jung an Jean-Jacques Rousseaus Vorstellung einer volonté générale an, eines nur metaphysisch zu begreifenden Gesamtwillen des Volkes. Die parlamentarische Praxis, den Volkswillen durch Mehrheiten festzustellen, lehnte er als mechanisch ab. Wählen sei „Gewaltherrschaft der Verantwortungslosen“, dagegen kündigte er einen „Kampf bis aufs Messer“ an. An die Stelle der Demokratie solle ein autoritärer Präsidialstaat mit „organischem Führerwachstum“ treten, der über den Parteien stehen und diese überwinden solle.
Hatte Jung in der ersten Auflage noch nationalistische Positionen vertreten, wandte er sich in der zweiten Auflage vom Konzept des Nationalstaats ab: „Dieser Begriff ist gründlich abzubauen“, denn er entstamme romanischem Denken, sei abstrakt und unorganisch. Stattdessen rückte er nun das deutsche Volk in den Mittelpunkt seiner Argumentation, dem er die Sendung zuschrieb, „den abendländischen Kulturkreis vor Zersetzung zu retten, Träger der Wiederverchristlichung zu werden und an Stelle der Anarchie eine geistige, gesellschaftliche und politische Einheit zu setzen“: das Reich. Deshalb trat er dafür ein, möglichst bald „Maßnahmen zur Hebung rassisch wertvoller Bestandteile des deutschen Volkes und zur Verhinderung minderwertigen Zustromes“ zu treffen.
Zur Marktwirtschaft äußert sich Jung uneinheitlich. Zwar kritisiert er den „individualistischen Kapitalismus“, setzt sich aber gleichzeitig stark für eine privatwirtschaftliche Ordnung ein. Die soziale Frage wollte er durch Beteiligung der Arbeiter am Eigentum lösen, die Sozialversicherungen seien auf den „reinen Risikozweig“ (das heißt Unfall- und Lebensversicherung) zu beschränken.
Ein Konzept, wie sich seine Ideen konkret würden umsetzen lassen, hatte Jung nicht.
1930 erschien eine Neuauflage, in der Jung einen antisemitischen Abschnitt eingefügt hatte. Dort behauptete er, „der Jude“ hätte seit der Emanzipation zentrale Machtstellen im deutschen Staatswesen an sich gerissen, das er von innen heraus aushöhle: „In dem Augenblick aber, wo die Völker des Abendlandes sich auf ihr innerstes Wesen zu besinnen beginnen, geht die Frage nicht mehr um die Verschiedenheit des Bekenntnisses, sondern des Volkstums“. Jüdisches und deutsches Volkstum seien unvereinbar, weshalb die Juden in Deutschland entweder im Sinne des Zionismus auszuwandern hätten, oder sie würden auf den Status einer „völkischen Minderheit“ zurückgestuft.

## Rezeption
Am 21. Februar 1928 teilte Jung Rudolf Pechel in einem Brief mit, der Großindustrielle Paul Reusch wolle die zweite Auflage mit 15 bis 20.000 Mark finanzieren und Reusch, „dessen Handexemplar vollkommen zerlesen und mit Randbemerkungen versehen ist“ wünsche sich „die Ausarbeitung und Klarstellung einiger Zweifelsfragen“. Am 14. Januar 1929 teilte er Pechel mit, der Großindustrielle Fritz Springorum habe 10.000 Mark für die zweite Auflage versprochen. Eine begeisterte Besprechung des Buchs aus der Feder von Fritz Führer erschien am 5. Mai 1930 in der katholisch-konservativen Tageszeitung Dolomiten.
In der Gegenwart nehmen Neue Rechte wie Ellen Kositza und Götz Kubitschek zustimmend Bezug auf Jungs Definition der Demokratie als „Herrschaft der Minderwertigen“. In der Jungen Freiheit wurde Jungs Programmschrift noch 2005 ausdrücklich gelobt. Im selben Jahrgang forderte eine Autorin, man solle die politische Klasse der Bundesrepublik verabschieden und die Macht einer neuen Elite übergeben.
Der Historiker André Postert beschreibt das Buch als eine Mischung aus Konservatismus, absolutistischer Gegenaufklärung, Platon und populären nationalistischen Ideologieanteilen: „Alles in allem […] keinesfalls wirklich originell, eher eklektisch und unnötig ausschweifend – insbesondere in der voluminös erweiterten zweiten Auflage“.